# 陳愛薇

陳愛薇（英語：Emily Chan）畢業於美國南加州大學安魯柏傳訊學院。她擁有多年的傳媒行業經驗，過往曾於美國有線電視新聞網和彭博通訊社擔任新聞主播及記者，其後於2003年初加入無綫電視新聞及資訊部擔任明珠台高級記者一職，主要報道所有香港、中國及環球新聞。
陳愛薇於2004年起擔任明珠台《七點半新聞報道》的主播。此外，她亦曾擔任明珠台其它時段（例如晚間新聞）的主播；直到2007年5月23日報道任內完最後一次《明珠台晚間新聞》後，她在一段最後說話：「這是我今晚最後一次報導新聞，很多謝我在無綫這4年來服務，對我支持、鼓勵和督促。」
陳愛薇現在為CNBC工作，主要每逢星期一至五報導有關亞太區內的財經消息。

## 相關連結
- 有關CNBC陳愛薇資料 （页面存档备份，存于）